# Uly-Žylanšyk
Uly-Žylanšyk nebo Džylenčik (rusky Улы-Жыланшык nebo Джиленчик) je řeka v Kostanajské oblasti v Kazachstánu. Je 277 km dlouhá. Povodí má rozlohu 26 100 km².

## Průběh toku
Vzniká soutokem řek Dulytaly Žylanšyk a Ulken Žylanšyk, které pramení v horách Ulutau, jež jsou částí Kazašské pahorkatiny. Ústí do bezodtokého jezera Akkol.

## Vodní stav
Zdroj vody je převážně sněhový.

## Využití
Voda se využívá na zavlažování.